# Can Riera (les Franqueses del Vallès)
Can Riera és una obra del municipi de les Franqueses del Vallès (Vallès Oriental) inclosa en l'Inventari del Patrimoni Arquitectònic de Catalunya.

## Descripció
Masia de petites dimensions, de planta rectangular. La façana principal està orientada a migdia. Consta de tres crugies paral·leles i dos pisos d'alçada. La teulada està coberta a doble vessant. Ha estat reformada. Està arrebossada i té còdols de riu adossats a la façana, tot i així, conserva l'estructura original. En el centre de la façana té un arc de mig punt dovellat i al seu damunt, marcant l'eix de simetria, hi ha una finestra d'estil gòtic d'arc conopial i representacions de figures humanes i animals a l'arrencada de l'arc. Hi ha també una altra petita finestra, senzilla, també d'arc apuntat. En el portal hi ha una mena d'escut amb un rostre humà al seu interior.

## Història
La casa no conserva cap documentació perquè ha passat per diverses mans. La casa va ser comprada en subhasta pels propietaris de Can Viure, gran propietat que se situa al costat. L'any 1977 la casa va ser reformada a l'interior i a la façana, en aquesta reforma varen treure una finestra d'estil gòtic, semblant a l'altra lateral. Apareix documentat un Riera en el fogatge de 1553. Possiblement la casa es va construir en aquesta època, ja que la seva estructura sembla d'una sola tongada constructiva i les seves finestres són del segle XVI.